# Tobias Kastlunger
Tobias Kastlunger (* 9. September 1999 in St. Vigil, Südtirol) ist ein italienischer Skirennläufer, der seit 2020 im Weltcup aktiv ist. Er geht in den Disziplinen Slalom und Riesenslalom an den Start.

## Karriere
Bei den Juniorenweltmeisterschaften 2019 errang Kastlunger im Riesenslalom die Silbermedaille hinter dem US-Amerikaner River Radamus und vor dem Belgier Sam Maes.
Sein Weltcup-Debüt gab Kastlunger beim Riesenslalom von Alta Badia am 21. Dezember 2020, wo er sich als 33. nicht für den zweiten Durchgang qualifizierte. 
Seine ersten Weltcuppunkte gewann Kastlunger etwas überraschend am 11. November 2022 beim Slalom von Val-d’Isère. Nachdem er mit sich mit Startnummer 67 als 26. für den zweiten Durchgang qualifizieren konnte, gelang ihm dort mit der zweitbesten Laufzeit der Sprung auf den 10. Platz. Kastlungers Start kam nur dadurch zustande, dass er anstelle des verletzten Giuliano Razzoli starten durfte.
Aufgrund dieses Ergebnisses wurde Kastlunger für die Weltmeisterschaften in Courchevel bzw. Méribel nominiert. Dort belegte er als beste Platzierung Rang 7 in der Alpinen Kombination.

## Erfolge

### Weltmeisterschaften
- Courchevel 2023: 7. Alpine Kombination, 15. Slalom

### Weltcup
- 1 Platzierung in den besten zehn

### Weltcupwertungen
| Saison  | Gesamt | Gesamt | Riesenslalom | Riesenslalom | Slalom | Slalom |
| Saison  | Platz  | Punkte | Platz        | Punkte       | Platz  | Punkte |
| ------- | ------ | ------ | ------------ | ------------ | ------ | ------ |
| 2022/23 | 113.   | 34     | 52.          | 8            | 39.    | 26     |
| 2023/24 | 97.    | 42     | –            | –            | 34.    | 42     |

### South American Cup
- 4 Platzierungen in den besten 10, davon zwei Podestplätze

### Europacup
- 7 Platzierungen in den besten 10

### Juniorenweltmeisterschaften
- Fassatal 2019: 2. Riesenslalom, 27. Slalom, 32. Super-G, 33. Kombination
- Narvik 2020: 29. Abfahrt, 28. Super-G

### Weiteres
- 3 Siege bei FIS-Rennen
- Italienischer Vizemeister im Slalom (2022, 2024)
- Italienischer Vizemeister in der Alpinen Kombination (2023)
- Bronze bei den italienischen Meisterschaften in der Alpinen Kombination (2021)